# Менструальні розлади
Менструальні розлади (лат. menostasis), розлади менструального циклу — це порушення менструального циклу, що супроводжується відсутністю або затримкою чергової менструації, патологічними змінами її рясності, болісністю та дискомфортом менструацій, порушеннями овуляції, психічними порушеннями під час менструального циклу. Можуть спостерігатися як із фізіологічних, так і з патологічних причин.

## Форми
Попри поширену назву, розлади менструального циклу включають розмаїті як за причинами, так і за проявами явища, такі як розлади овуляції, розлади тривалості циклу, розлади виділень та дисменорею.

### Розлади овуляції
- Олігоовуляція (oligoovulation): нечаста або нерегулярна овуляція (зазвичай визначається як цикли ≥36 днів чи <8 циклів на рік);
- Ановуляція (anovulation): відсутність овуляції в нормально очікуваний час (у жінок після менархе до менопаузи). Ановуляція зазвичай маніфестує як нерегулярність менструацій (непередбачувана варіативність тривалості циклів, менструацій чи рясності виділень). Ановуляція може також спричинювати припинення менструацій (вторинна аменорея) чи надмірні виділення (дисфункціональна маткова кровотеча).

### Розлади тривалості циклу
- Поліменорея (polymenorrhea): цикли тривалістю 21 день та менше.
- Нерегулярна менструація (Irregular menstruation): коливання індивідуальної тривалості циклу понад 8 днів. Для нерегулярних менструацій, що трапляються між очікуваними менструальними періодами, вживається термін метрорагія (metrorrhagia).[3]
- Олігоменорея (Oligomenorrhea): нечасті, малорясні менструації (цикл понад 35 днів).
- Аменорея: відсутність менструацій у жінок репродуктивного віку, що не вагітні і не вигодовують. Фізіологічною аменорея є під час вагітності та лактації, до менархе та після менопаузи.

### Розлади виділень
Аномальна маткова кровотеча — це загальна категорія, що включає будь-які кровотечі з менструальних чи неменструальних причин:
- Гіпоменорея (Hypomenorrhea) — аномально мала рясність менструальних виділень.
- Меноррагія (Menorrhagia, meno = місяць,[4] rrhagia = надмірне виділення): аномально рясні та тривалі менструації.
- Метрорагія, маткова кровотеча (Metrorrhagia): кровотеча в нерегулярний час, особливо поза очікуваними інтервалами менструального циклу.

### Дисменорея
Дисменорея (dysmenorrhoea): болісна меструація, поєднує менструації з характерним різким епізодичним або тупим болем, зазвичай у тазу чи низу живота.

### Передменструальні розлади
- Передменструальний синдром (ПМС): індивідуальний комплекс симптомів у другій фазі менструального циклу.
- Передменструальний дисфоричний розлад (ПДР): важка, інвалідизуюча форма ПМС.

## Причини

### Фізіологічні (нормальні)
- Найчастішою причиною є вагітність. При настанні вагітності найчастіше спостерігаються також інші симптоми: нагрубання молочних залоз, зміни у настрої, зміна забарвлення зовнішніх статевих органів до відтінку синього, тягучий біль унизу живота, підвищення базальної температури.[5] У деяких випадках тест на вагітність негативний навіть при її настанні. Причиною цього може бути прострочений тест, тестування менш ніж за 10 діб після запліднення (ще не почав вироблятися хоріонічний гонадотропін, який і є індикатором тестів на вагітність).[6] Затримка менструацій також спостерігається при позаматковій вагітності, коли запліднена яйцеклітина прикріпилась до фаллопієвої труби.[7]
- Годування грудьми. Під час годування спостерігається підвищене вироблення пролактину, що спричинює затримку овуляції, наслідком чого є відсутність менструації. Після пологів та початку годування грудьми кілька місяців триває відновлення попереднього гормонального фону, після чого відновлюється нормальний менструальний цикл.[1][2]
- Фізіологічною нормою може бути затримка місячних у підліток у перші 2 роки після менархе. Протягом цього періоду встановлюється регулярний цикл, і його порушення або відсутність менструацій у 15—16 років можуть свідчити про наявність захворювань ендокринної, нервової або статевої систем.[1][2]
- Передклімактеричний період, частіше після 45 років. Процес старіння репродуктивної системи спричинює затримку овуляції та поступове збільшення інтервалів між менструаціями, а згодом повне їх припинення. У цей період також можуть спостерігатися зниження сексуального потягу, погіршення самопочуття, поява захворювань внутрішніх органів, зміни настрою (поява депресії).[1][2]

### Патологічні причини
- Порушення менструального циклу можуть спостерігатися унаслідок стресу або фізичної перевтоми.[7] Організм жінки під час стресу або перевтоми виробляє меншу кількість статевих гормонів, які регулюють менструальний цикл, для захисту організму від ослаблення кровотечею, що може спричинити серйозні порушення здоров'я.[1] Тривалий стрес також призводить до тривалого подовження або вкорочення циклу, а також до збільшення болючості менструації. Усунення причини стресу, регулярна фізична активність і повноцінний відпочинок дозволяють усунути порушення менструального циклу.[8]
- Затримка менструацій може спостерігатися при різкій зміні кліматичних поясів.[2][5]
- Значне схуднення або ожиріння. При схудненні, а також при надмірному фізичному навантаженні, спостерігається зниження вироблення жіночих статевих гормонів, що призводить до затримки або відсутності менструацій.[1][8] При ожирінні спостерігається перероблення естрогену в андрогени, що призводить до зміни гормонального статусу організму та переважання чоловічих статевих гормонів, наслідком чого є затримка менструації.[1]
- Захворювання ендокринної системи. Зокрема, при синдромі полікістозних яєчників, при якому знижується синтез жіночих статевих гормонів та збільшується синтез чоловічих. Це призводить до затримки овуляції, наслідком чого стає не лише затримка менструації, але й безпліддя.[2] Також може спостерігатися при захворюваннях щитоподібної залози, цукровому діабеті.[1][2]
- Часто спостерігається при захворюваннях жіночої статевої системи. Частою причиною порушення менструального циклу є ендометріоз, який може призводити як до затримки менструацій, так і до надмірних кровотеч. Може спостерігатися при кісті жовтого тіла яєчника, коли триваліший час утримується підвищений рівень прогестерону, що спричинює затримку настання менструації при запальних захворюваннях жіночих статевих органів, при якому порушується дозрівання фолікулів у яєчниках, що спричинює гормональне порушення, наслідком чого є затримка менструації. Затримка менструації спостерігається також при міомі матки.[1][2]
- Після проведення аборту. Під час аборту видаляється велика кількість тканин внутрішніх шарів матки, які у нормі виходять з організму з кровотечею. Видалення цих тканин і значної кількості крові, а також триваліше відновлення ендометрію, спричинює затримку чергової менструації. Також під час аборту спостерігається гормональний дисбаланс, спричинений тим, що організм жінки вже почав виробляти гормони, необхідні для перебігу вагітності, проте хірургічне втручання обриває нормальне вироблення гормонів, і ендокринна система змушена знову перебудовувати свою роботу, що потребує часу, протягом якого й затримується чергова менструація.[1][2] Розлад менструального циклу може спостерігатися при зміщенні внутрішньоматкової спіралі.[1][2]
- При прийомі деяких лікарських препаратів. Зокрема, затримка чергової менструації може спостерігатися при прийомі антидепресантів, анаболічних стероїдів, діуретиків, засобів для лікування виразкової хвороби, комбінованих оральних контрацептивів, засобів для лікування ендометріозу, кортикостероїдів, цитостатиків. Затримка також спостерігається при застосуванні гормональних засобів для термінової контрацепції. Також затримка чергової менструації спостерігається при відміні комбінованих гормональних контрацептивів. Причиною цього стає так званий синдром гіпергальмування яєчників, пов'язаний із зміною гормонального фону в організмі жінки через постійне гальмування дозрівання яйцеклітини. При відміні гормональних контрацептивів затримка може тривати від 20 днів до кількох місяців.[1][2]
- Розлад циклу може спостерігатися при різних інтоксикаціях. До них належать як отруєння різними хімічними речовинами, так і зловживання алкоголем або наркотиками.[1][2]
- Може спостерігатися при різноманітних інфекційних захворюваннях, зокрема при гострих респіраторних.[1][2]
- Також існує спадкова схильність до розладу менструального циклу. Вона пояснюється тим, що дочка може успадковувати від матері не схильність саме до розладу циклу, а схильність до розвитку захворювань або патологічних станів, які й спричинюють розлад.[1][2]

## Діагностика
При менструальному розладі рекомендовано зробити:
1) Тест на вагітність.
2) Після негативного тесту проводиться гінекологічний огляд для виключення запальних або пухлинних захворювань статевих органів; проводяться аналізи для виявлення хвороб, що передаються статевим шляхом; ультразвукове обстеження геніталій, щитоподібної залози, надниркових залоз. Проводиться гістологічне обстеження тканин ендометрію.
3) Для виключення захворювань центральної нервової системи проводиться рентгенографія, комп'ютерна томографія, магнітно-резонансна томографія області гіпофіза.
4) Діагностика менструальних розладів також включає визначення в крові рівня гормонів щитоподібної залози, гіпофізу, жіночих статевих гормонів, гормонів наднирників. За необхідності для діагностики розладу менструального циклу проводяться ендокринологічні, неврологічні, психотерапевтичні, дієтологічні та інші консультації.

## Лікування
Лікування при розладі менструального циклу проводиться виключно при виявленні захворювання, яке спричинило порушення менструального циклу.

## Профілактика
Полягає у:
- відмові від шкідливих звичок,
- повноцінному харчуванні та утриманні постійної маси тіла,
- нормалізації фізичних навантажень,
- менеджменті стресів та емоційних розладів,
- своєчасному лікуванні гострих респіраторних захворювань,
- регулярному сексуальному житті,
- плануванні вагітності,
- регуляних гінекологічних оглядах.[1]